# FIM Oceania
FIM Oceania, pol.  Federacja Motocyklowa Oceanii (dawniej Oceania Motorcycle Union, pol. Unia Motocyklowa Oceanii) – organizacja pozarządowa Australii i Oceanii, zrzeszająca 2 narodowe federacje sportów motocyklowych.

## Organizacja
Federacja Motocyklowa Oceanii jest jednym z sześciu kontynentalnych oddziałów Międzynarodowej Federacji Motocyklowej (FIM), reprezentującym ją na obszarze Australii i Oceanii. Federacja założona została w 1998 roku i w tym samym roku została przyjęta w struktury FIM na kongresie w Kapsztadzie. Na jej czele stanął Australijczyk, Darryl Hiddle. Do zadań FIM Oceania należy promocja sportu motocyklowego, tworzenie strategii rozwoju sportu motocyklowego oraz ustalanie regulaminów i kalendarzy rozgrywek sportowych. Federacja występuje także w pozostałych, pozasportowych sprawach związanych z motocyklizmem, takich jak ochrona środowiska, turystyka, wypoczynek, bezpieczeństwo drogowe czy prawa i interesy użytkowników motocykli.

## Władze

### Prezydenci FIM Oceania
| Prezydent     | Lata urzędowania | Uwagi                                        |
| ------------- | ---------------- | -------------------------------------------- |
| Darryl Hiddle | 1998-2013        | Odznaczony złotym medalem za zasługi dla FIM |
| Glen Williams | 2013-2020        |                                              |
| Peter Doyle   | od 2020          |                                              |

## Organizowane zawody
FIM Oceania organizuje i sprawuje nadzór nad zawodami w poszczególnych dyscyplinach sportów motocyklowych:
- road racing (wyścigi uliczne, szosowe)
  - Australian Superbike Series
  - New Zealand Super Series
  - Oceania Junior Cup
  - Motocyklowe mistrzostwa świata (Moto GP)
  - Asia Road Race Championship
  - Australian Supercross Championship

- motocross (wyścigi na nieutwardzonych torach ze wzniesieniami)
  - NZ MX Nationals
  - Australian MX Nationals
  - Mistrzostwa świata w motocrossie

- track racing (wyścigi torowe)
  - Żużel
    - Indywidualne mistrzostwa Australii na żużlu
    - Indywidualne mistrzostwa Oceanii na żużlu

  - Sidecar speedway
    - FIM Oceania Speedway Sidecar Championship

- enduro (wyścigi wytrzymałościowe)
  - Mistrzostwa Australii w enduro
  - Mistrzostwa świata w enduro

- supermoto (zawody łączące w sobie wyścigi uliczne i motocrossowe)
- trial (zawody, gdzie zawodnicy pokonują przeszkody ustawione z różnych przedmiotów, m.in. beczek, opon, skał)
- quad (wyścigi na czterokołowcach po nieutwardzonych torach)

## Członkowie
- Motorcycling Australia
- Motorcycling New Zealand